# Hafen von Guangzhou
Der Hafen von Guangzhou (chinesisch: 广州港) ist der Seehafen der Stadt Guangzhou, Provinz Guangdong, Volksrepublik China. Der Hafen wird von der Guangzhou Port Group Co. Ltd. betrieben, die ein staatliches Unternehmen ist. Das Unternehmen wurde am 26. Februar 2004 aus dem ehemaligen Guangzhou Harbor Bureau gegründet. 2019 stand er mit einem Containerumschlag von 23 Millionen TEU auf Platz 5 der weltweit größten Containerhäfen.

## Geografie
Der Hafen von Guangzhou liegt am Schnittpunkt der drei wichtigsten Flüsse Dong Jiang, Xi Jiang und Bei Jiang in Südchina.  Hier kreuzen sich die Wasser-, Eisenbahn- und Schnellstraßen aller drei Flüsse und bilden somit einen wichtigen Verkehrsknotenpunkt. Er ist der wichtigste Hafen in der Region Perlflussdelta. Er ist auch ein wichtiger Verkehrsknotenpunkt für Industrien in den Nachbarprovinzen wie Guangxi, Yunnan, Guizhou, Sichuan, Hunan, Hubei und Jiangxi.
Das Hafengebiet erstreckt sich entlang der Küste des Perlflusses und der Wasserflächen der Städte Guangzhou, Dongguan, Zhongshan, Shenzhen und Zhuhai. Da der Hafen jenseits der Einmündung des Perlflusses liegt, dient er als Tor für die Schifffahrtsaktivitäten für andere Hafengebiete.

## Geschichte
Guangzhou war in der Antike ein wichtiger Hafen, der bis in die Qin-Dynastie zurückreicht. Er diente als Handelshafen als "Seidenstraße am Meer". Der Hafen wurde zu einem der geschäftigsten Häfen Chinas während der Ming-Dynastie und der Qing-Dynastie. Seit dem Reform- und Öffnungspolitik ab 1978 ist er mit dem rasanten Wachstum der lokalen Wirtschaft zu einem der größten Häfen der Welt aufgestiegen.

## Wirtschaftliche Bedeutung
Der Hafen von Guangzhou spielt eine sehr wichtige Rolle in der Wirtschaft. Der Hafen wickelt eine Reihe von Aktivitäten ab, die das Be- und Entladen, die Lagerung, das Zolllager und Containerfrachtdienste umfassen. Viele landwirtschaftliche, industrielle und gefertigte Produkte werden über den Hafen verschifft, darunter Öl, Kohle, Getreide, chemische Düngemittel, Stahl, Erz und Automobile.
Der Hafen bietet auch Passagierdienste sowie Logistikdienste.